# Viola labradorica
Viola labradorica là một loài thực vật có hoa trong họ Hoa tím. Loài này được Schrank miêu tả khoa học đầu tiên năm 1818.

## Hình ảnh

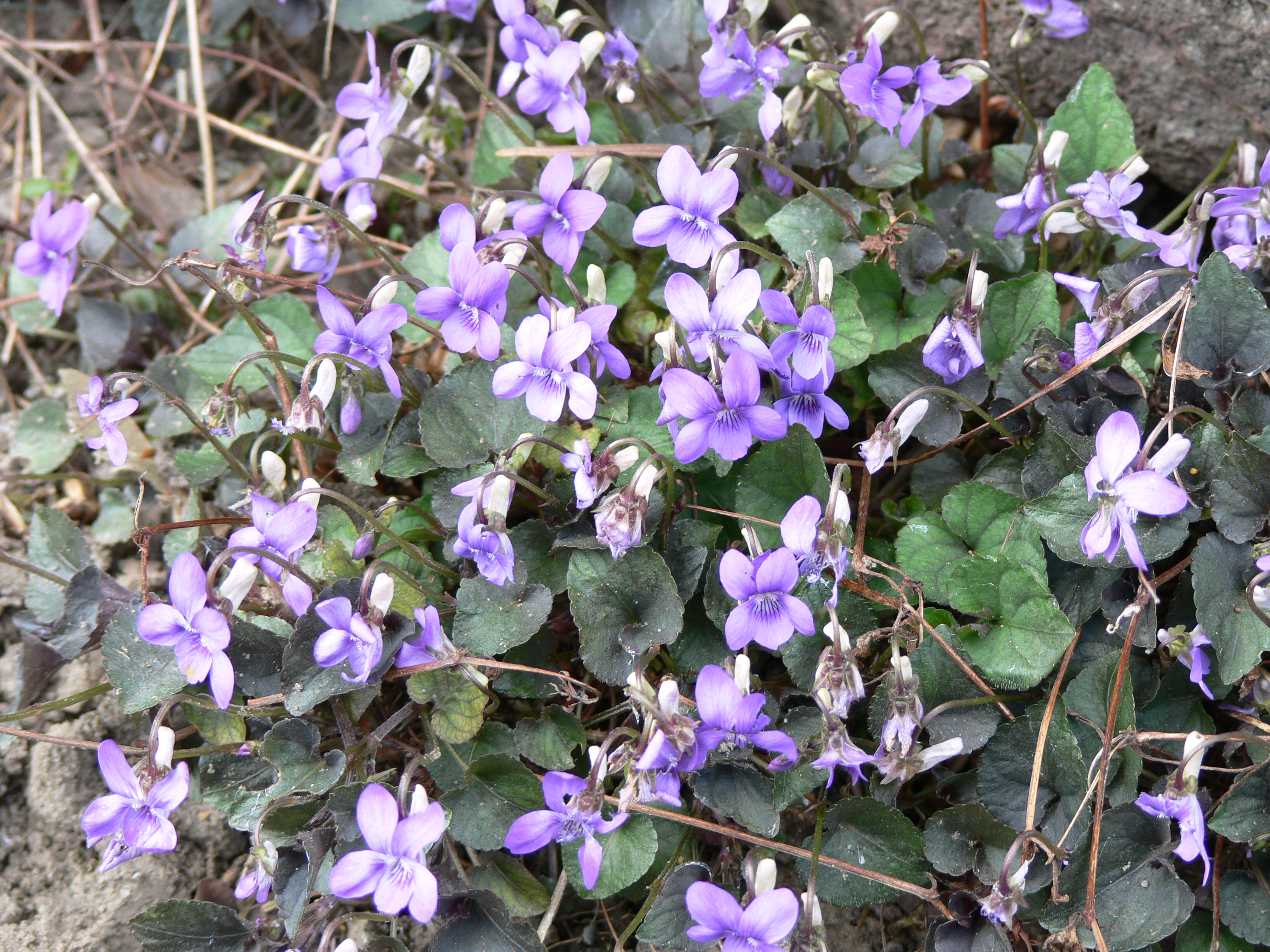
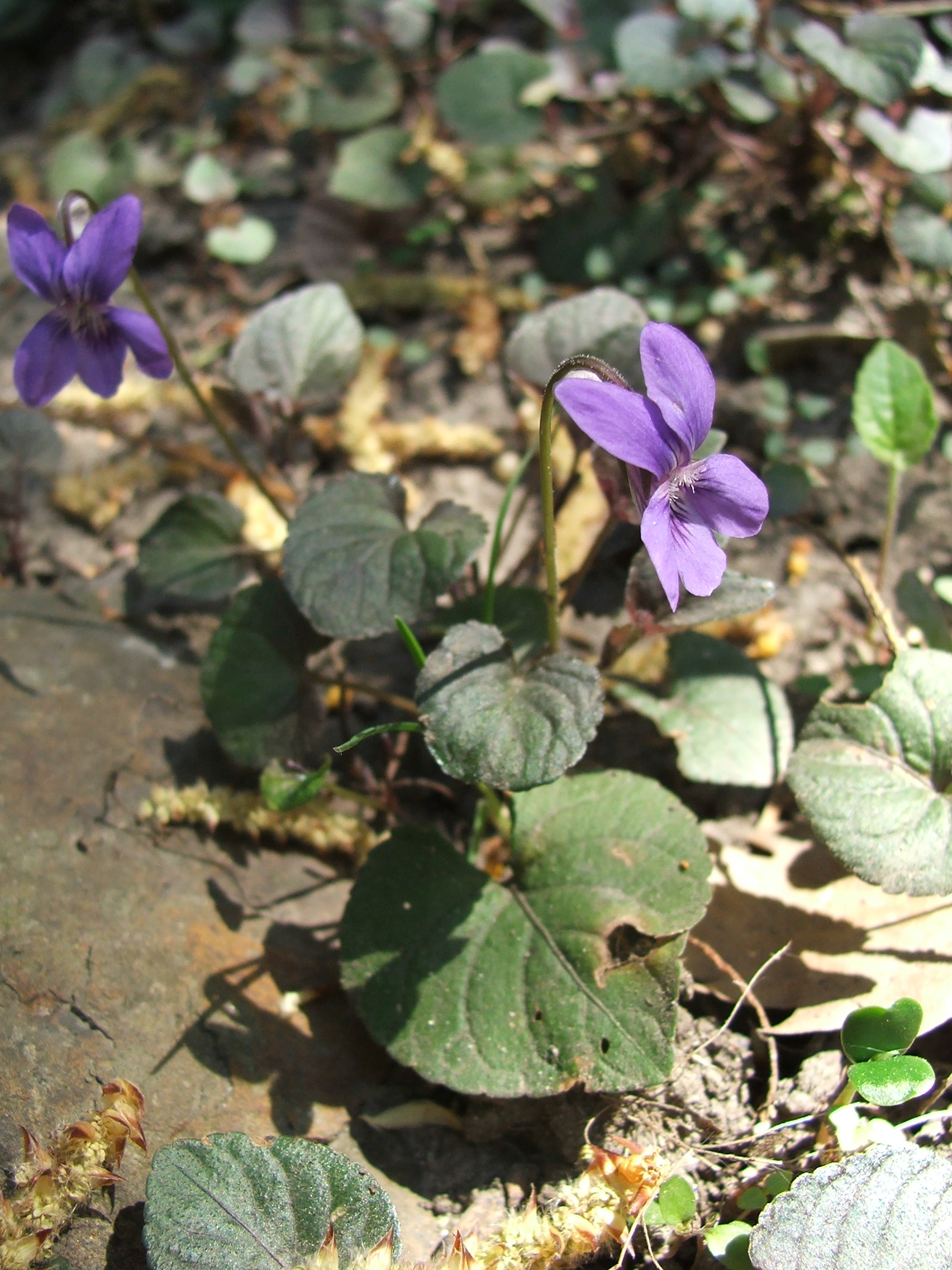
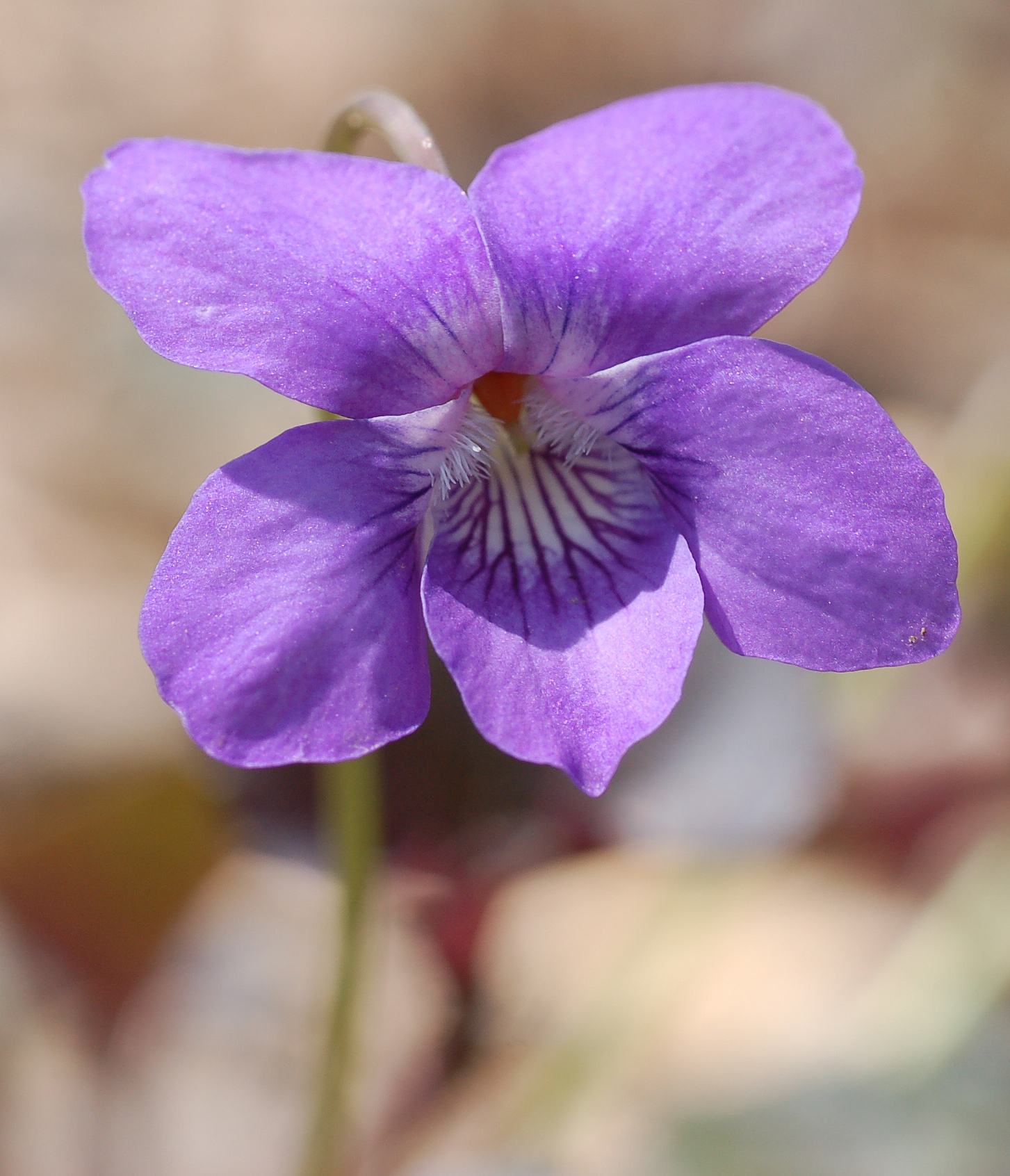
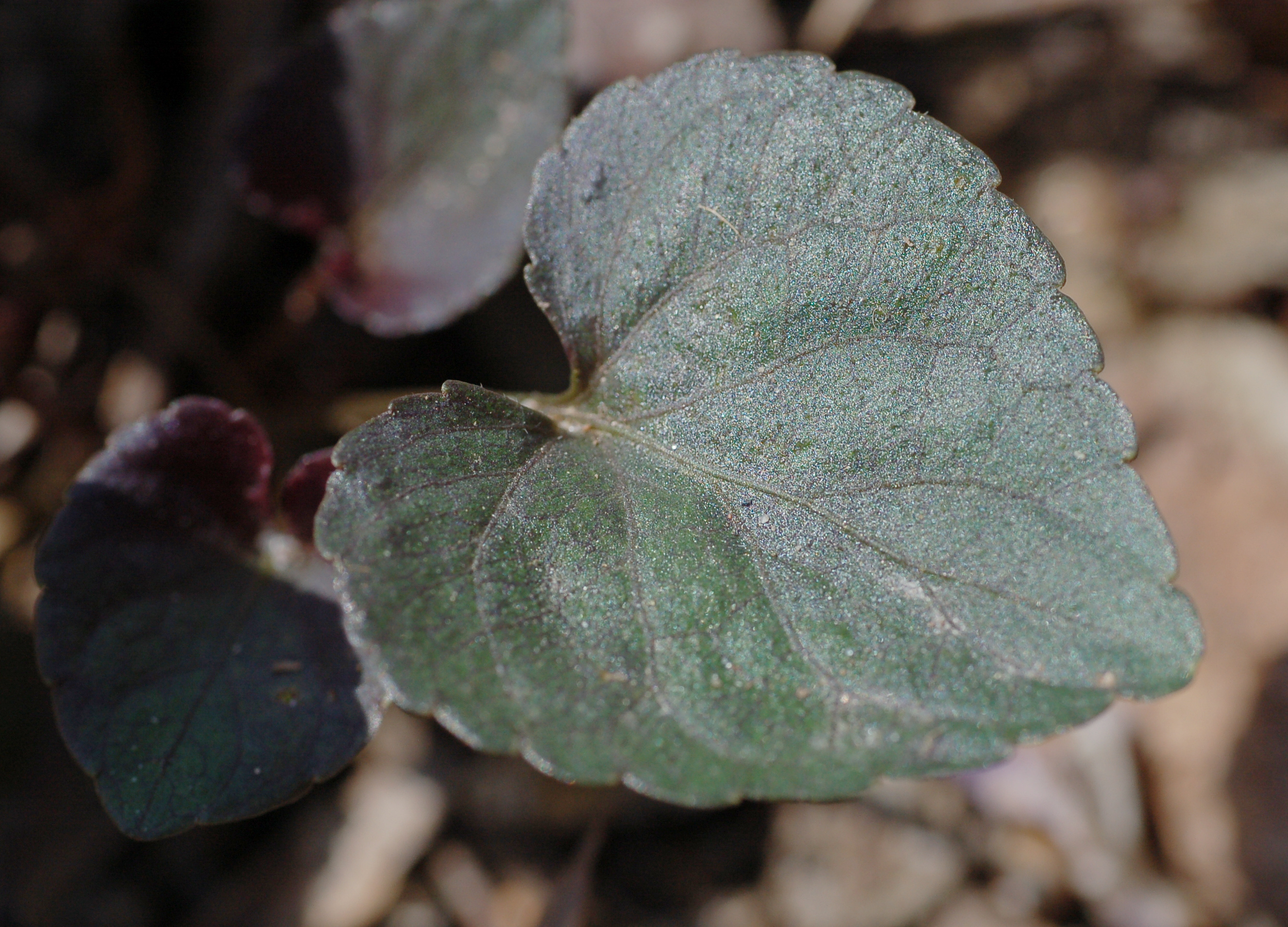